# Dysstroma effusa
Dysstroma effusa là một loài bướm đêm trong họ Geometridae.